# Филотей II Варненски
Филотей (на гръцки: Φιλόθεος) е гръцки духовник, митрополит на Вселенската патриаршия.

## Биография
Роден е със светското име Каркакис (Καρκάκης) на Андрос. Служи като велик архимандрит на Вселенската патриаршия. През януари 1821 година е избран и по-късно ръкоположен за варненски и каварненски митрополит. В 1830 година напуска епархията си и подава оставка през август 1830 година. Установява се на Андрос и умир в края на 1842 година в село Питрофос на Андрос.